# Polycaena matuta
Polycaena matuta is een vlindersoort uit de familie van de prachtvlinders (Riodinidae), onderfamilie Nemeobiinae.
Polycaena matuta werd in 1893 beschreven door Leech.